# Nezihe Muhiddin

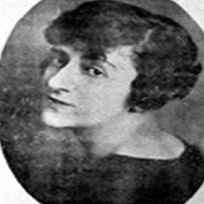
Nezihe Muhiddin (1910er oder Anfang der 1920er Jahre)

Nezihe Muhiddin, auch Nezihe Muhittin Tepedelengil, (* 1889 in Istanbul; † 10. Februar 1958 ebenda) war eine osmanische und türkische Frauenrechtsaktivistin, Journalistin, Autorin und Politikerin. Sie gilt als eine der Begründerinnen der türkischen Frauenbewegung.

## Leben
Nezihe Muhiddin wurde 1889 als Tochter eines Beamten im Istanbuler Stadtviertel Kandilli geboren. Sie besuchte dort die Grundschule und erhielt anschließend Privatunterricht. Nach einer Lehrerinnenausbildung arbeitete sie in diesem Beruf einige Jahre, bis sie Generalsekretärin des osmanischen Verbandes für den Schutz der Frauen wurde.
Im Mai/Juni 1923 gründete Nezihe Muhiddin die erste türkische Partei der noch im Entstehen befindlichen Republik, die Kadınlar Halk Fırkası („Frauen-Volkspartei“), die für die Rechte der Frauen eintreten sollte. Doch die Partei wurde nicht zugelassen, weil sie als zu radikal galt. Nezihe Muhiddin gründete daraufhin die Türk Kadınlar Birliği (Türkische Frauenunion). Der Verein sollte die begonnene Arbeit fortsetzen. 1927 entschied sich die Union, einen männlichen Feministen in das Rennen um die Parlamentswahl zu schicken. Dies scheiterte jedoch, nachdem der potentielle Kandidat nach einem Treffen mit Atatürk sein Einverständnis für die Kandidatur zurückzog. Die türkische Regierung hatte der Union inzwischen die Unterstützung entzogen und war auf Konfrontationskurs gegangen. Nachdem Nezihe Muhiddin wiederholt energisch gleiche Rechte für die Frauen eingefordert hatte und sich weigerte, ihre Forderungen zurückzunehmen, wurden die Räume der Union von der Polizei durchsucht und die Unterlagen beschlagnahmt.
Von 1924 bis 1927 war Nezihe Muhiddin Chefredakteurin der wöchentlich erscheinenden feministischen Zeitschrift Kadın Yolu.
Nezihe Muhiddin starb 1958 in einer psychiatrischen Klinik in Istanbul.

## Bedeutung
Nezihe Muhiddin gilt als eine der Vorreiterinnen für die Frauenrechte in der Türkei. Intensiv setzte sie sich für die Abschaffung der Polygamie und für ein modernes Scheidungsrecht ein, für ein aktives und passives Wahlrecht und für eine Gleichberechtigung von Frauen in der Gesellschaft.

## Veröffentlichungen
- Şebab-i Tebah. 1911
- Benliğim Benimdir. 1929
- Türk Kadını. 1931
- Güzellik Kraliçesi. 1933
- İstanbul'da Bir Landru. 1934
- Bozkurt. 1934
- Ateş Böcekleri. 1936
- Bir Aşk Böyle Bitti. 1939
- Avere Kadın. 1943
- Bir Yaz Gecesiydi. 1943
- Çıngıraklı Yılan. 1943
- Çıplak Model. 1943
- İzmir Çocuğu. 1943
- Kalbim Senindir. 1943
- Gene Geleceksin. 1944
- Sabah Oluyor. 1944
- Sus Kalbim Sus. 1944